# Valentin Wegmann
Valentin Michael Wegmann (* 2. Mai 1979 in Zürich) ist ein ehemaliger schweizerischer Basketballspieler. 

## Laufbahn
Wegmann nahm mit der Schweizer Nationalmannschaft an mehreren B-Europameisterschaften teil. Bei der Austragung 2009 war der 1,92 Meter grosse Aufbau- und Flügelspieler mit einem Punkteschnitt von 8,1 je Begegnung fünftbester Korbschütze der „Nati“.
Auf Vereinsebene spielte er von 1994 bis 1999 beim BC KZO Wetzikon, wo er im Alter von 19 Jahren erstmals in der Nationalliga A auflief, dann von 1999 bis 2004 bei Fribourg Olympic, zwischen 2004 und 2008 beim BBC Monthey sowie im Spieljahr 2009/10 bei den Starwings Basel. Im Juni 2010 beendete er seine Laufbahn. 2005 gewann Wegmann mit Monthey die Schweizer Meisterschaft, Pokalsieger wurde er mit Monthey im Jahr 2006 sowie mit Basel 2010. Mit Fribourg gewann er 2009 den Ligapokal. Im Anschluss an das Meisterjahr 2004/05 mit Monthey wurde Wegmann zum Schweizer Spieler des Jahres der Nationalliga gekürt. Er war in diesem Jahr ebenfalls bester einheimischer Korbschütze der Liga.
Kurz nach seinem Rücktritt als Spieler übernahm Wegmann im Herbst 2010 beim Schweizer Basketballverband das Amt des Delegierten der Nationalmannschaft.